# Hammer Zangenstein

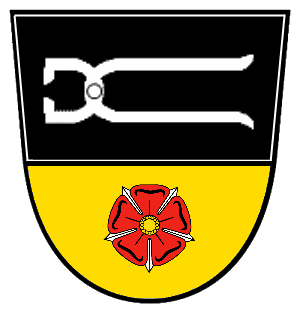
Sprechendes Wappen von Zangenstein

Der Hammer Zangenstein lag in dem gleichnamigen Ortsteil der Oberpfälzer Gemeinde Schwarzhofen. Der Hammer wurde von dem Wasser der Schwarzach betrieben.

## Geschichte
Den Eisenhammer von Zangenstein hat 1360 der Ott Zenger besessen, 1382 wird hier Conrad der Amann und 1391 sowie 1404 der Hans Zenger genannt. Der Ort Zangenstein wird auch erwähnt, als Altmann und Otto von Katzdorf und deren Muhme Elisabeth die Katzdorferin 1424 eine ewige Messe an die Kirche von Katzdorf stifteten und dabei den großen und den kleinen Zehent zu Meuschendorf, zum Zangenstein und auf dem Hammer bei Mäuschendorf, mit denen sie 1410 vom Bischof von Regensburg belehnt worden waren, der Kirche vermachten.
Johann Friedrich von Aufseß auf Freyenfels und Zangenstein, Kämmerer, Landrichter und Landhauptmann zu Neunburg vom Wald hat 1684 den Felsen unter der Burg durchbrechen und die Schwarzach in einen Kanal umleiten lassen. 1686 ließ er die Kapelle auf der Burg in ihrer heutigen Form ausbauen. 1687 ließ er einen Nagelhammer erbauen. Aber bereits 1689 verkaufte Johann Friedrich Zangenstein an Johann Adam von Saur, Gesandter mehrerer Reichsfürsten am Reichstag zu Regensburg. Für die Verhandlungen über eine 1693 zu errichtende Hammereinigung ordnete er seinen Verwalter ab, auf dem Landtag 1707 wird seine Witwe Maria Elisabeth als Besitzerin genannt. Es folgt der Sohn Christoph von Spaur (* 1680, † 1752), der nach einer Bildungsreise zusammen mit dem Fürsten von Lamberg durch Italien das Gut und den Hammer übernommen hatte. Er schaffte Verwalter und Pächter ab und bewirtschaftete seine Besitzungen (Ökonomie, Brauhaus, Hammer, Nagelschmiede) selbst. Nach seinen Aufzeichnungen konnten mit dem Hammer 600 fl erwirtschaftet werden. Ihm folgte sein Sohn Bonaventura von Saur († 1780), Regierungsrat zu Amberg. Wegen seiner häufigen Abwesenheit ließ er Ökonomie und Brauhaus von einem Verwalter betreuen, Mühle, Fischwasser, Hammer und Nagelschmiede verpachtete er. Durch einen Sturm im Jahre 1740 sowie durch die Konkurrenz des Eisenwerkes in Bodenwöhr seit 1754 kam es zu einem Mangel an Holzkohlen und wirtschaftlichen Schwierigkeiten. Nach seinem Tod bewirtschaftete seine Witwe Franziska, geborene von Boslarn die Besitzungen bis 1787, dann übernahm deren Sohn Anton Ignaz von Saur († 1836) den Besitz. Er verpachtete allerdings auch Ökonomie und Brauhaus. 1806 ließ er den Hammer eingehen und errichtete an seiner Stelle eine Mahlmühle mit drei Gängen und eine Schneidsäge. Die Nagelschmiede und der Zainhammer blieben aber noch bis 1831 in Betrieb. Ihm folgte Franz Ignaz von Sauer, der sich allerdings auf dem gekauften Gut Fronhofen niedergelassen hatte. Die eingegangene Nagelschmiede wurde von ihm 1837 wieder in einen Hammerbetrieb umgewandelt, bei dem aber nun das Erz mit einem Blauofen geschmolzen wurde. Der Ofen war kreisrund und hatte eine Höhe von 14 Fuß bis zur Gicht, verheizt wurde auch Abfallholz. Er stellte als kompetenten Pächter den Johann Mann ein. Das erforderliche Eisen wurde aus Amberg bezogen, zudem ließ er die vorhandenen eisenhaltigen Schlacken verarbeiten. Die notwendige Holzkohle kam seit Christoph von Spauer zum Teil aus landesherrlichen Waldungen, dann auch aus Privatwäldern, die von den Bauern aus Auerbach gepachtet waren. Der Hammer erzeugte jährlich zwischen fünf- und sechshundert Zentner Eisen, das für 9 fl 10 kr pro Zentner verkauft wurde, hinzu kam ein Fuhrlohn nach Regensburg von 30 kr und nach Straubing von 40 kr.